# Biserica de lemn din Sârbi, Sălaj

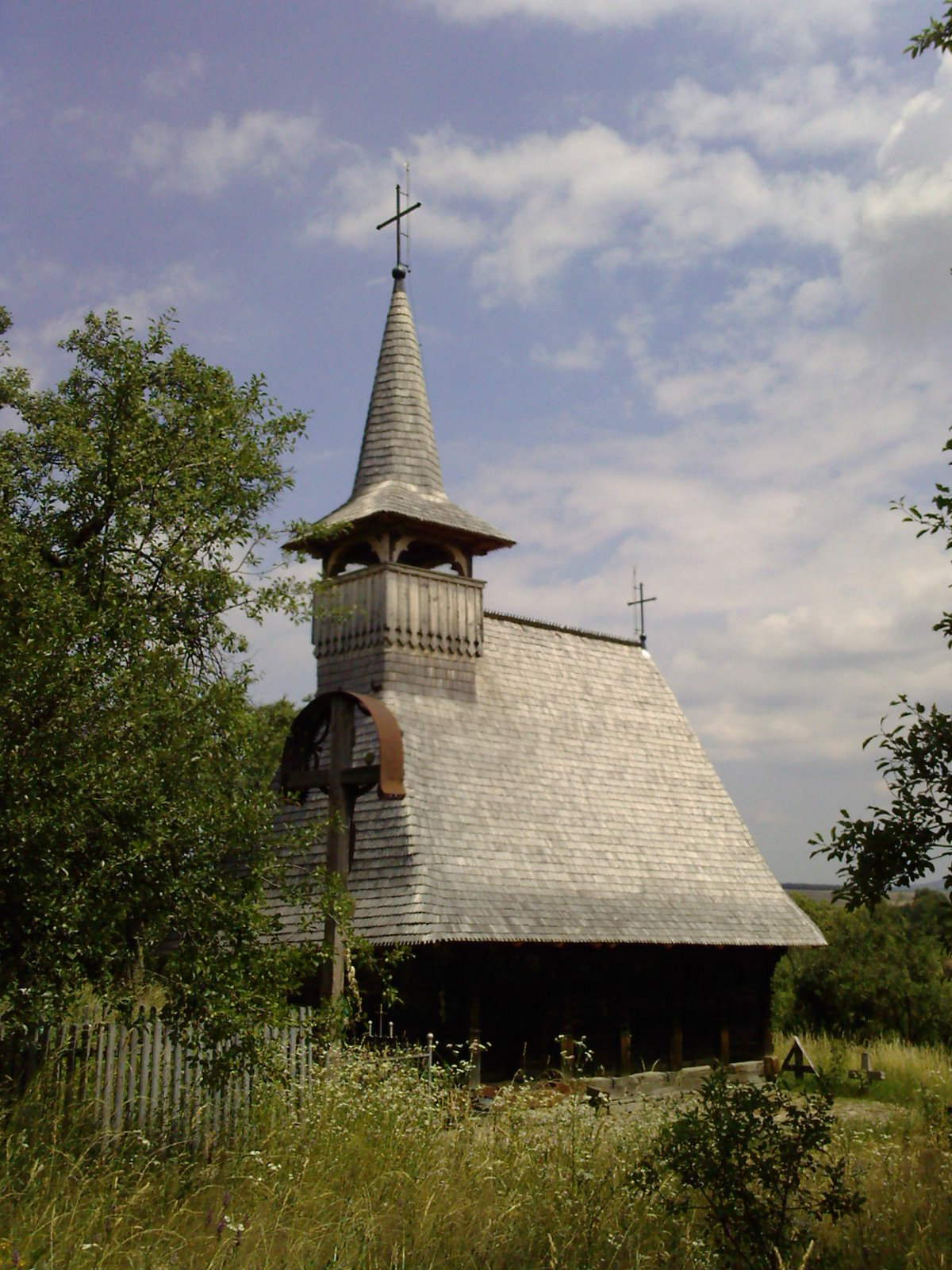
Biserica de lemn din Sârbi, foto: 2011

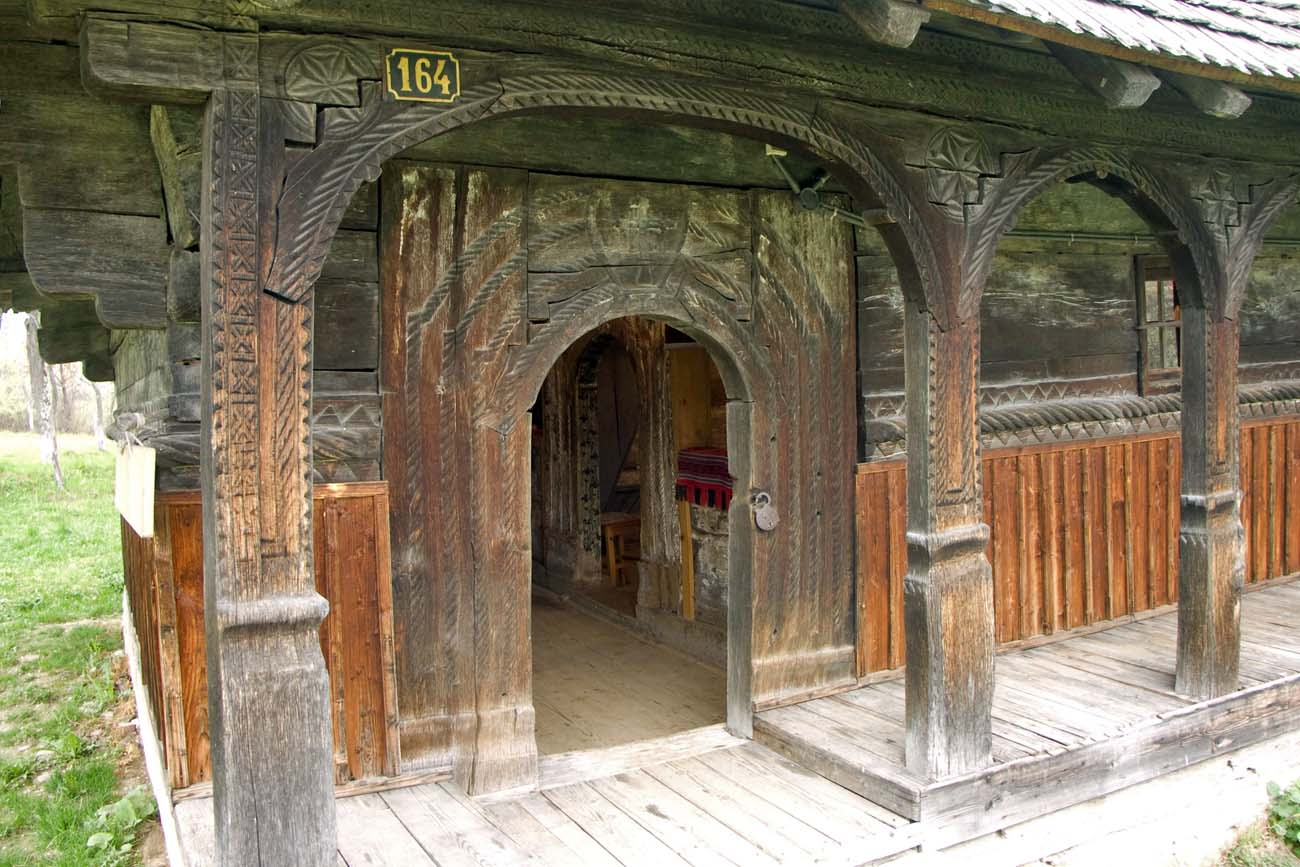
Intrarea în biserică, 2008

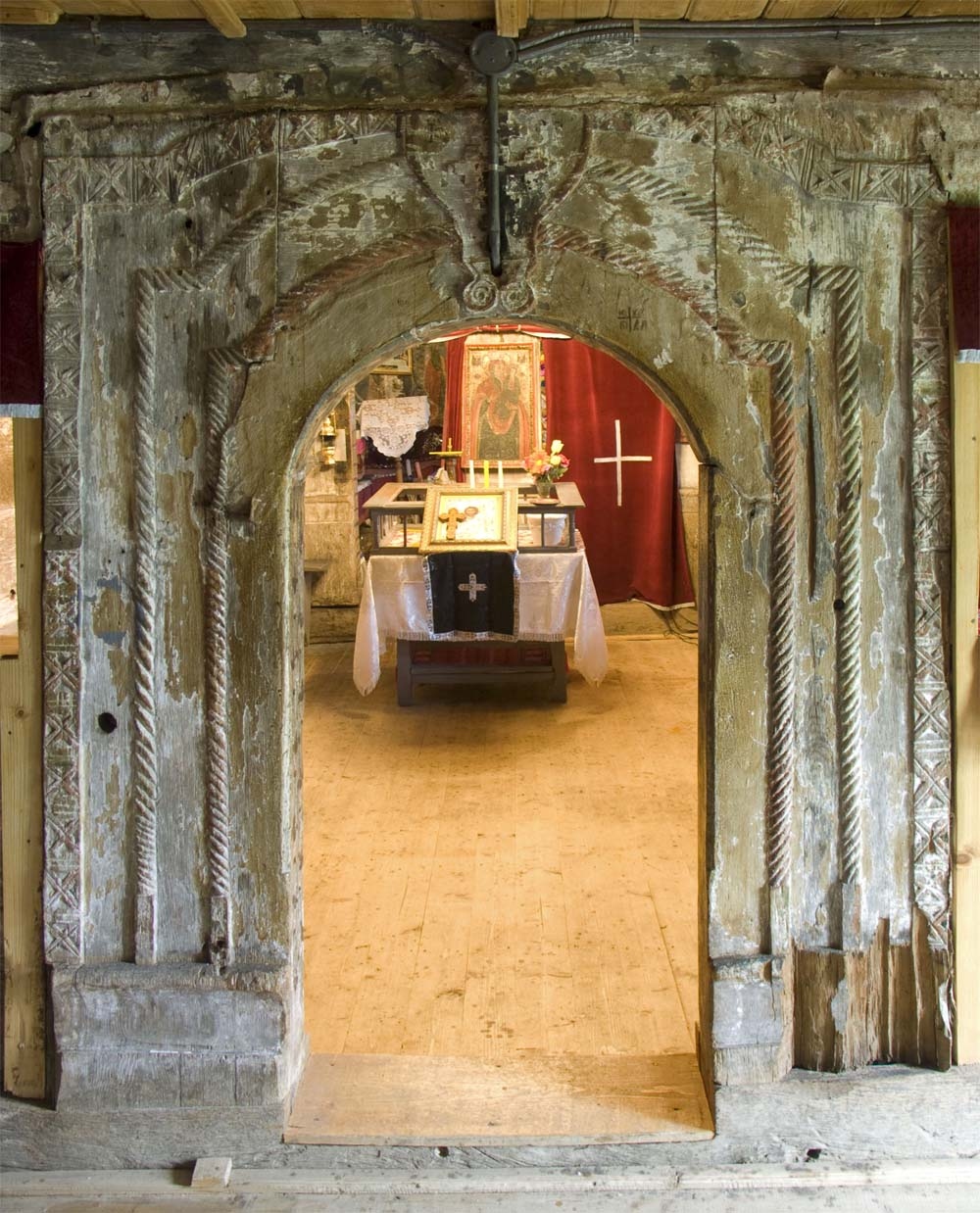
Portalul interior, 2008

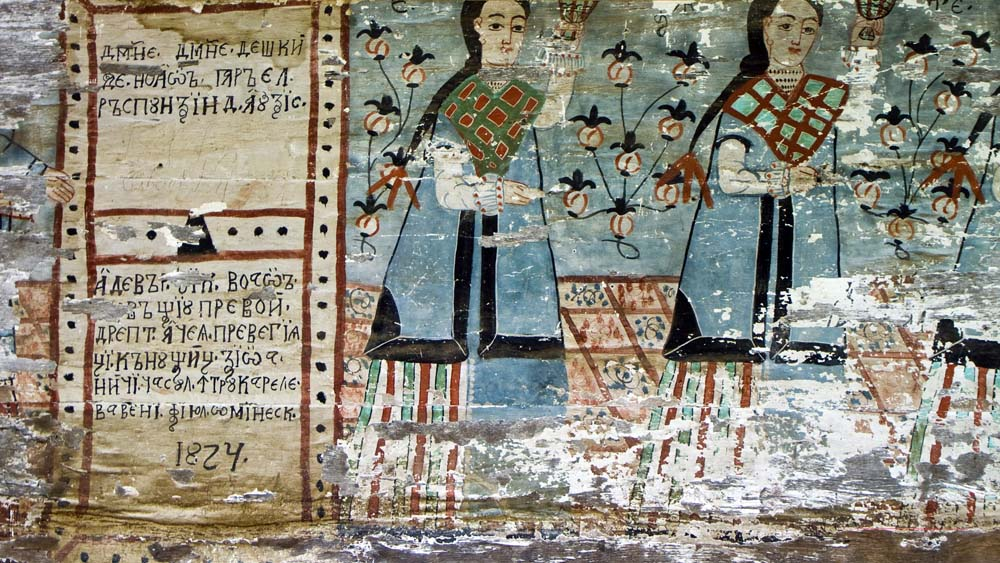
Fecioarele înțelepte, 2008

Biserica de lemn din Sârbi se află în localitatea omonimă din județul Sălaj. Biserica a fost ridicată în secolul al XVIII-lea. Are pictură murală interioară din 1824. Această biserică este asemănătoare bisericilor de lemn din Cizer și din Tusa. Biserica se află pe noua listă a monumentelor istorice sub codul: SJ-II-m-B-05111.

## Istoric
Biserica de lemn din Sârbi a fost ridicată, așa cum se poate citi din inscripția de pe portalul de intrare, în 1760. Textul inscripției notează că: "Fecioru Bonții Ion, Ignat, Bonțea Ion este ctitor, că au dat clejia, opciunniun Gabor bișn, Ivan Druglit au lucrat butirea [cu m]ește[ri] 3 zile, 1760 Pop Achim în aprea[lie] 13 zile". Conform tradiției locale, lemnele au fost tăiate și aduse dintr-o pădure numită Goronet.
Pictura bisericii este datată în pronaos din anul 1824.
Biserica a primit în interior un cor în anul 1947, când s-au lărgit și ferestrele. Turnul neobișnuit al bisericii a fost distrus în anul 1956 în urma unui trăznet, care a luat viața clopotarului. După acest eveniment tragic, clopotele au fost mutate într-o clopotniță separată. Doi ani mai târziu sătenii au reparat singuri turnul, scurtându-l. Tot atunci s-a reparat fundația și s-au întărit chetorile.
Înainte de revoluție s-au bătut scânduri în jurul bisericii în partea de jos și s-au pus podele noi în biserică.

## Pictura
În interior se păstrează pictura murală, în culori vii, din 1824. În tindă, pe dosul portalului de la intrare, se văd fragmente dintr-o pisanie lungă. Pisania cinstea, după obicei, numele ctitorilor, clerului, conducătorilor țării și purta semnătura zugravului. Cu multe decenii în urmă, cercetătorul sălăjean Leontin Ghergariu a salvat posterității textul pisaniei, păstrat în manuscrisul său, încă nepublicat: "Slavă, cinste și închinăciune unuia Dumnezeu cel slăvit în sfânta Troiță carele ne-au ajutat după început de am ajuns și sfârșitul. Și s-au zugrăvit această sf. tindă, împreună cu altariu în anul 1824 în zilele preînălțatului împărat Franciscus al doilea și fiind arhiereu pravoslavnic țăria Ioan Bob și fiind protopop Petru Buhoci și fiind preot satului Man Constantin, fiind coratori Opre Petru, Bonțea ... sfătul Boca Ioan, Chiș Simion,  Bonțea George, Păștean Simion, ... Bonțea Mitru, Sabo Petru și fiind zugrav Ispas Dimitrie împreună cu fiul său Ioan ... la toată iclejia de am greșit ceva cuiva să facă bine să ierte, ca și pe dânșii să-i ierte milostivul Dumnezeu. Amin. Octombrie 1824."
Conform pisaniei, pictorul muralist a fost zugravul Dimitrie Ispas de la Gilău, ajutat de fiul său Ioan. Pictura din tindă și altar este una din lucrările mai puțin cunoscute ale artistului, dar care certifică prezența lui în zone mai îndepărtate de împrejurimile Gilăului, în care el a lăsat numeroase lucrări.

## Imagini de arhivă

Biserica din Sârbi, înainte de modificarea turnului

## Imagini

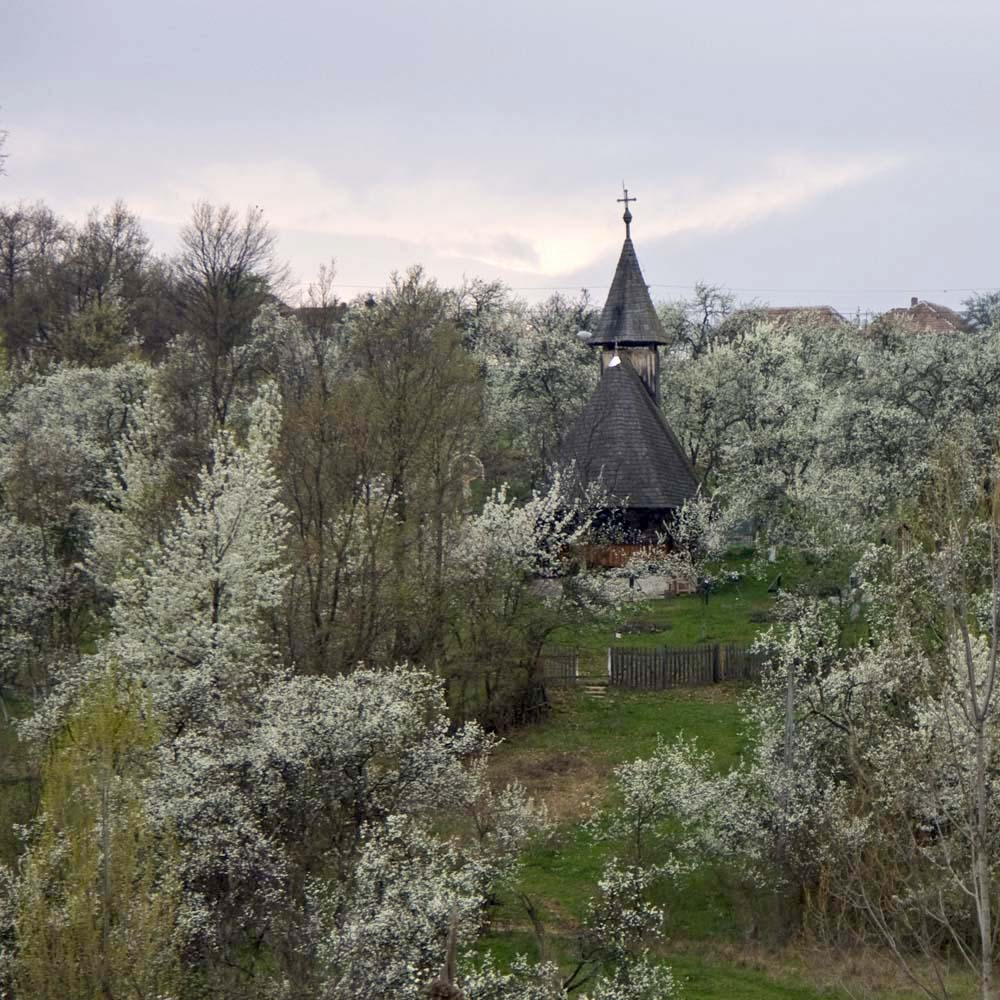
Pe dealul satului
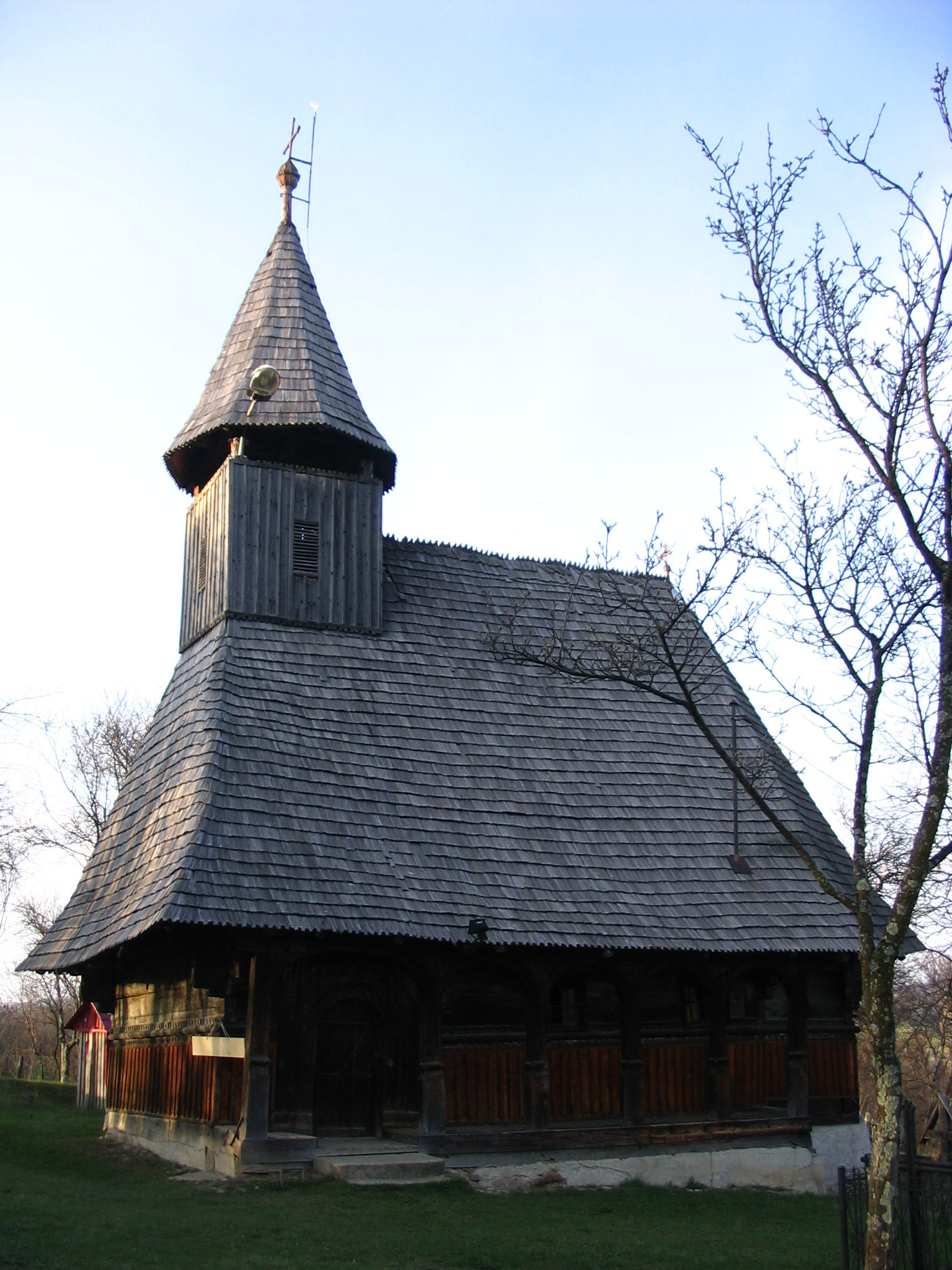
Biserica din Sârbi
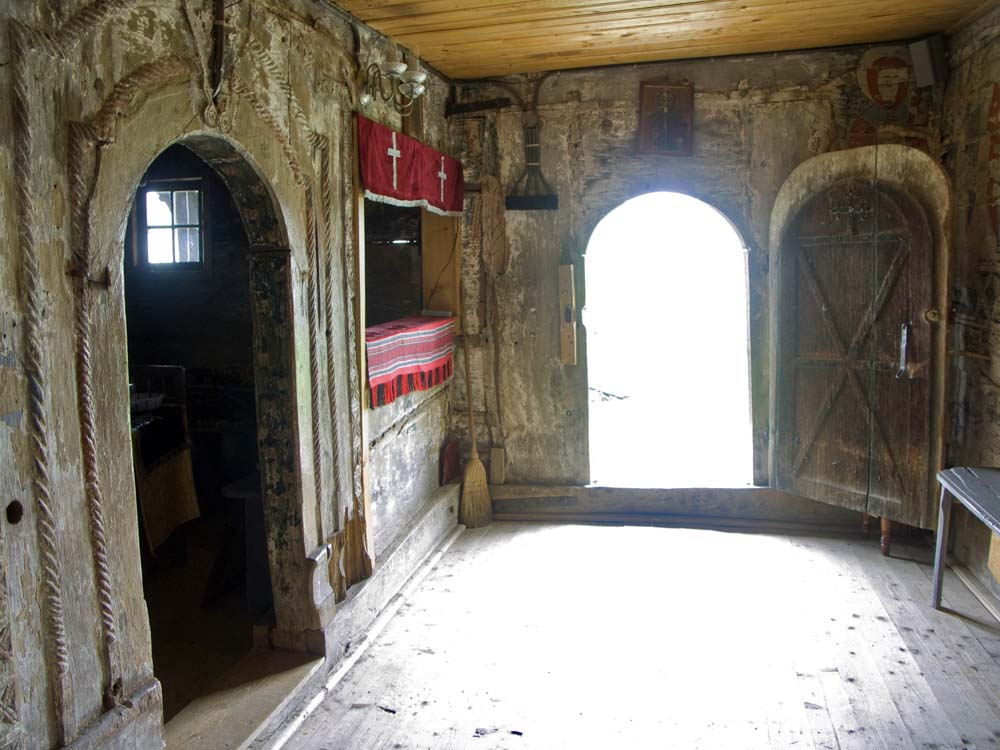
În tindă
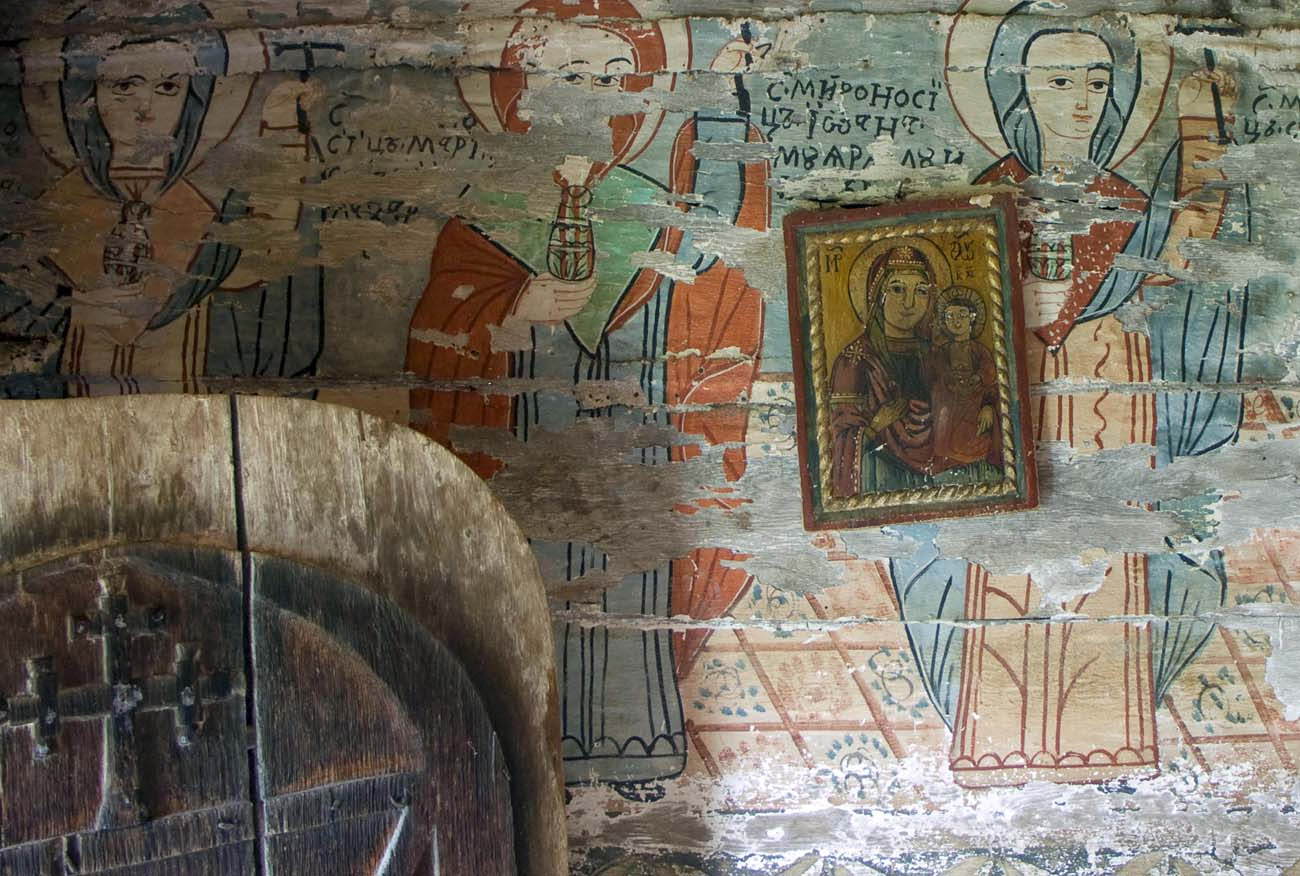
Mironosițe, peretele vestic în tindă
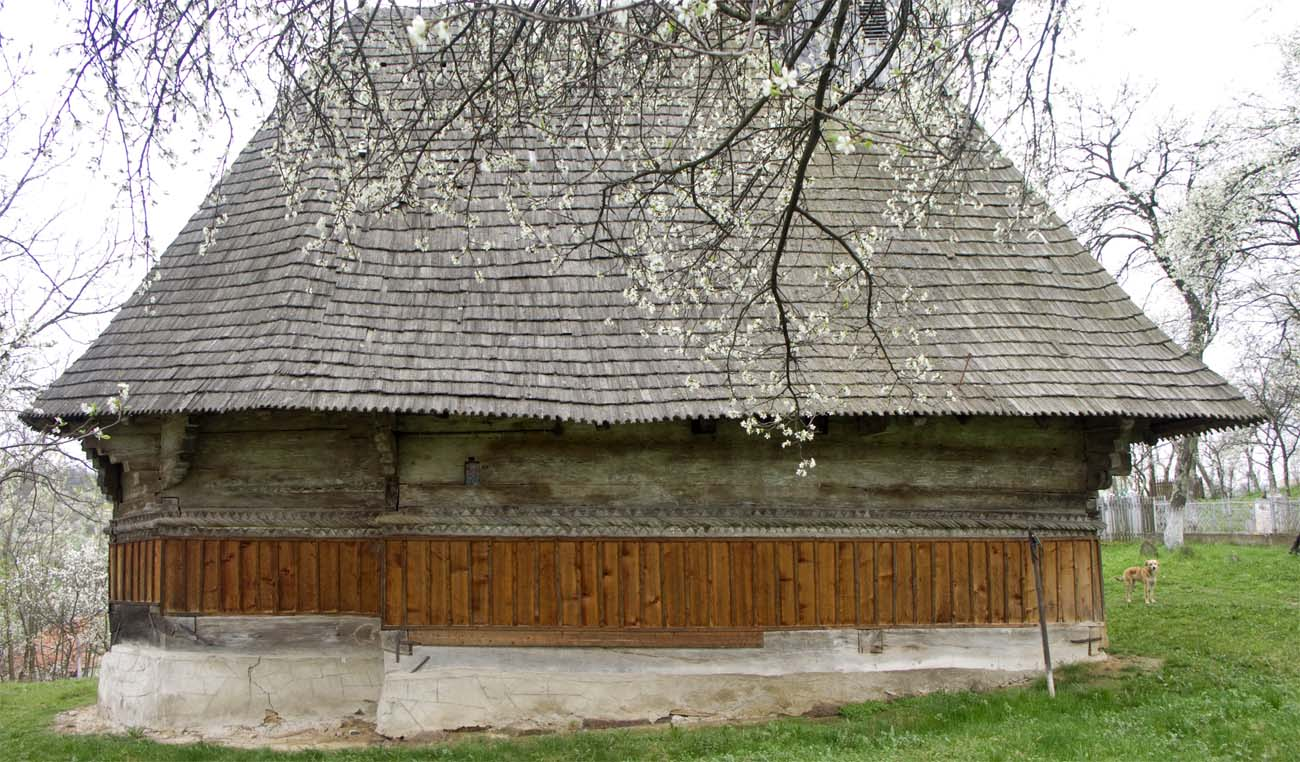
Latura dinspre miazănoapte
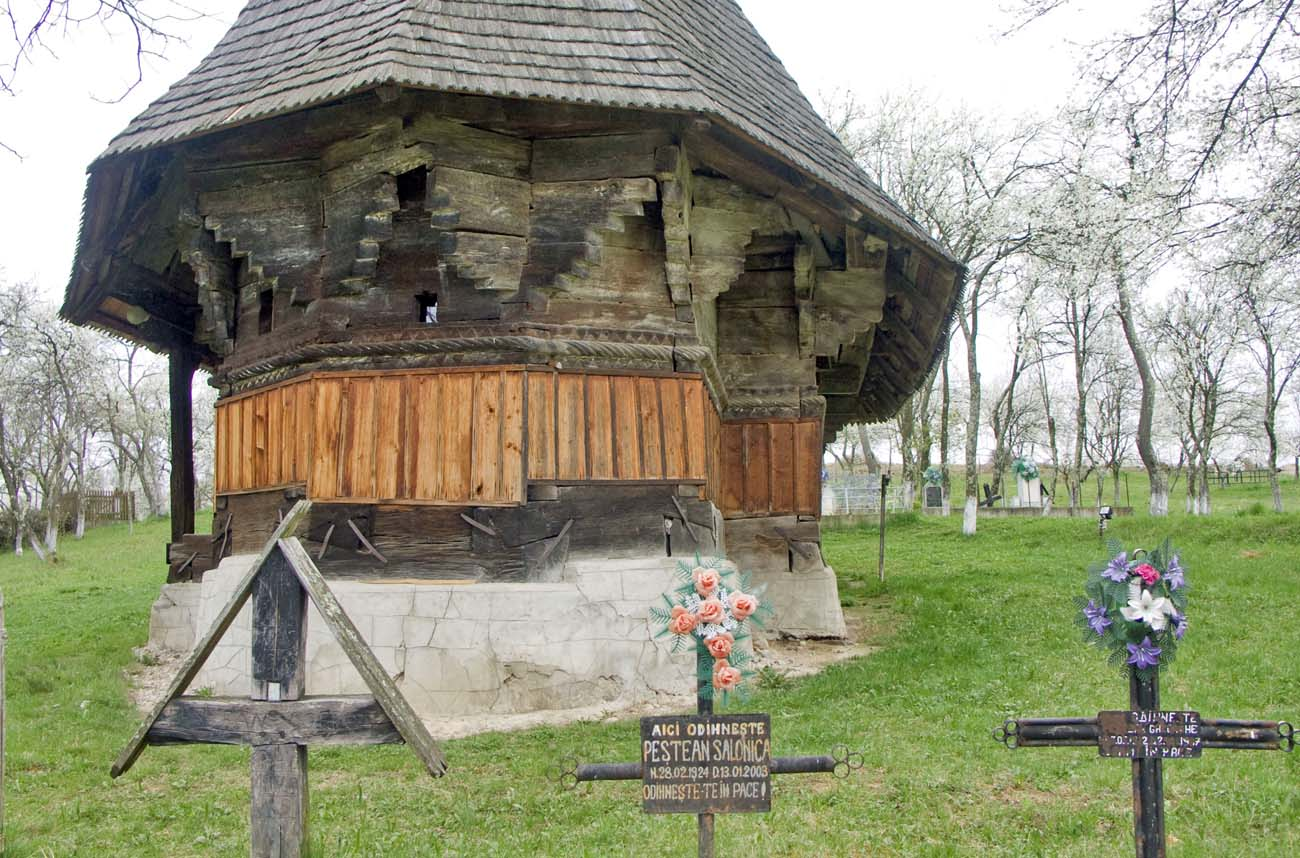
Dosul altarului, spre răsărit
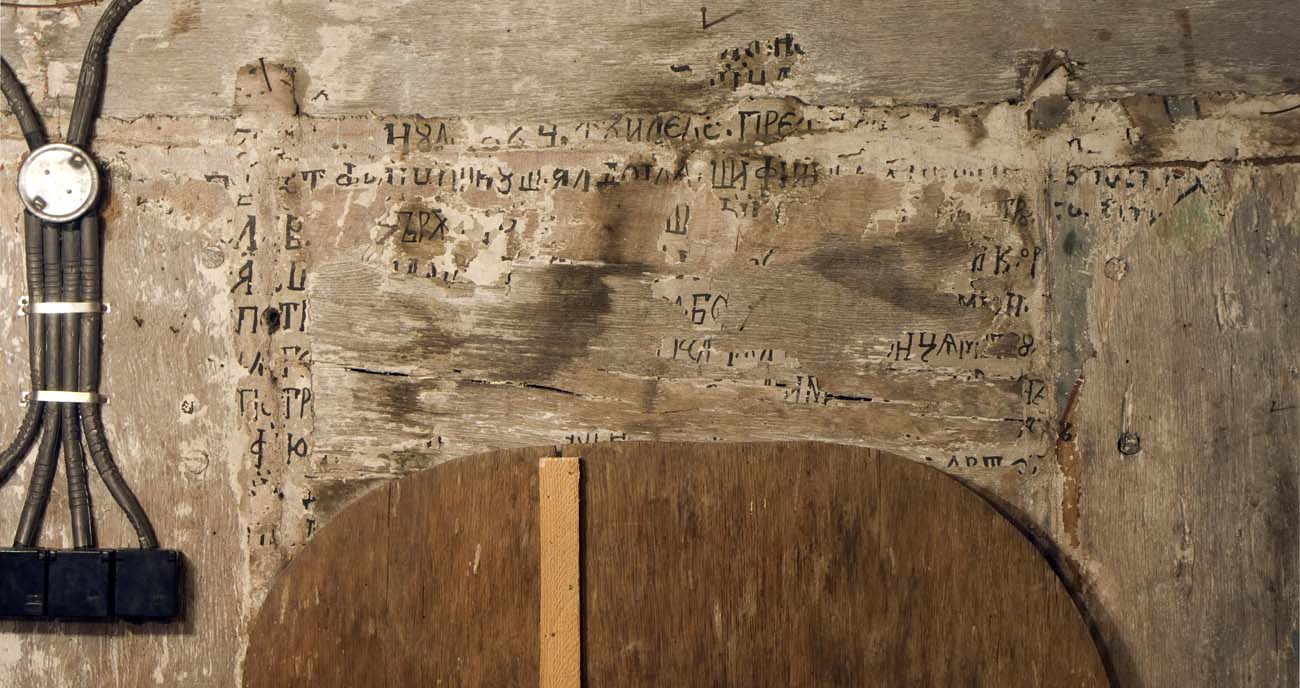
Pisania din 1824